# Rusko-bizantinska vojna (941)
Rusko-bizantinska vojna leta 941 je potekala med vladavino in pod poveljstvom Igorja Kijevskega. Prvi pomorski napad Rusov so Bizantinci odbili. Sledila je druga, tokrat uspešna ruska ofenziva leta 944. Konflikt se je končal s sklenitvijo mirovnega sporazuma leta 945.

## Invazija
Rusi in njihovi zavezniki Pečenegi so se maja 941 izkrcali na severni obali Male Azije in vdrli v Bitinijo. Zdelo se je, da so bili, kot običajno, dobro obveščeni, da je cesarska prestolnica brez obrambe in ranljiva za napad. Bizantinsko ladjevje se je takrat vojskovalo z Arabci v Sredozemlju, večina kopenske vojske pa je bila na  vzhodnih mejah cesarstva. 
Lekapen je uredil obrambo Konstantinopla tako, da je ukazal 15 odsluženih ladij na premcu in krmi opremiti z metalci grškega ognja. Igor Kijevski je sklenil zajeti te ladje in njihove posadke, a ni vedel za metalce ognja. Ko je obkolil nasprotnikove ladje, je doživel obstreljevanje z grškim ognjem, ki ga je opisal Liutprand Kremonski: "Ko so Rusi zagledali plamene, so začeli skakati čez krov in očitno raje imeli vodo kot ogenj. Neteri, obteženi s svojimi oklepi in čeladami, so utonili, druge pa je zajel ogenj. Ujete Ruse so obglavili."
Bizantincem je uspelo pregnati rusko floto, ni pa jim uspelo preprečiti plenjenja zaledja mesta. Rusi so na maloazijski obali prodrli na jug vse do Nikomedije. Viri poročajo o številnih grozodejstvih. Ruska Primarna kronika omenja, da so ruski strelci uporabljali svoje žrtve za tarče ali jim v glavo zabijali  žeblje. Vir teh podrobnosti so bili verjetno bizantinski zgodovinarji, ki so omenjali tudi to, da so nekatere žrtve križali.
Septembra sta se  vodilna generala Ivan Kurkuas in Barda Foka na hitro vrnila v prestolnico in sklenila odbiti napadalce. Rusi so svoje operacije nemudoma prenesli v Trakijo in tja premestili tudi svojo floto. Ko so nameravali s plenom odpluti domov, jih je napadlo bizantinsko ladjevje pod Teofanovim poveljstvom. Grški viri poročajo, da so Rusi v nepričakovanem bizantinskem  napadu izgubili celotno floto, tako da se je v svoje baze na Krimu vrnila le peščica čolnov. Ujete Ruse so odpeljali v prestolnico in jih obglavili. Hazarski viri dodajajo, da je voditelju Rusov uspelo pobegniti do Kaspijskega jezera, kjer je padel v boju z Arabci.

## Posledice
Igorju Kijevskemu je že leta 944/945 uspelo pripraviti nov pomorski napad na Konstantinopel. Vojska je bila večja od prejšnje in Bizantinci so se odločili za diplomatsko akcijo, da bi se izognili invaziji. Rusom so ponudili plačilo davka in trgovske privilegije. Igor in njegovi generali so po pogajanjih ponudbo sprejeli. Leta 945 sta sprti strani sklenili sporazum, s katerim sta vzpostavili   prijateljske odnose.

## Opombi
1. ↑  Viri navajajo različne podatke o velikosti ruske flote. Številka 10.000 ladij se pojavlja v Prvi kroniki in v grških virih, od katerih nekateri navajajo celo številko 15.000 ladij. Liutprand Kremonski je zapisal, da je flota štela le 1.000 ladij; Liudprandovo poročilo temelji na pripovedi njegovega očima, ki je bil priča napadu, ko je služil kot odposlanec v Konstantinoplu. Sodobnim zgodovinarjem se zdi slednja ocena najbolj verodostojna. Runciman (1988), str. 111.
2. ↑  Nekateri zgodovinarji so v poveljniku ruske vojske prepoznali Olega Novgorodskega, čeprav naj bi bil Oleg po zapisih v tradicionalnih virih takrat že nekaj časa pokojni. Golb 106-121; Mosin 309-325; Zuckerman 257-268; Christian 341-345.